# Gertrud Svensdotter
Gertrud Svensdotter (* 1656; † 1675) war ein schwedisches Bauernmädchen, das 1668 Zeugin und Anklägerin im Hexenprozess gegen Märet Jonsdotter war, dem Prozess, der die große Hexenhysterie in Schweden, genannt Stora oväsendet („Großer Lärm“), auslöste, die eine Reihe von Hexenprozessen in vielen Teilen des Landes umfasste, darunter den direkt folgenden Mora-Hexenprozess von 1669, und bis 1676 andauerte.

## Vorgeschichte
Gertrud war die Tochter des Bauern Sven Hwass in Lillhärdal in Härjedalen. Nach dem Tod ihrer Mutter im Kindbett 1664 wurde Gertrud nach Älvdalen in Dalarna zu ihrem Großvater Jon geschickt. Als dieser im Jahr darauf starb, wurde sie die Pflegetochter ihrer Tanten väterlicherseits, Elin und Chirstin Jonsdotter in Åsen. Die Familie von Gertrud gehörte zu den wohlhabenderen unter der Bauernschaft.
Im Herbst 1667 hütete Gertrud mit dem gleichaltrigen Hirtenjungen Mats Nilsson eine Schafherde. Die Kinder stritten und schlugen sich. Später behauptete Mats Nilsson, dass Gertrud die Schafe über den östlichen Dalälven geführt hatte, indem sie auf dem Wasser lief. Gertrud Svensdotter wurde daraufhin vom Pfarrer Lars Elvius verhört, der sie ermutigte, zu sagen, dass sie tatsächlich auf dem Wasser gelaufen sei, und dass sie dies durch Magie getan habe, die ihr vom Teufel gegeben worden sei. Gertrud bestätigte dann dem Pfarrer, dass sie, während sie mit ihren Eltern lebte, von Märet Jonsdotter, der Magd des Nachbarn, zum Teufel gebracht worden sei. In dem weiteren ausführlichen „Geständnis“ behauptete Gertrud weiter, dass Märet sie 1663, als sie acht Jahre alt war, auf einen Spaziergang mitgenommen hätte. Sie seien an einer Sandgrube vorbeigegangen und dann an eine Dreiwegkreuzung gekommen, wo Märet geschrien habe: „Du Teufel, komm her!“ Sie behauptete, der Satan sei dann in Gestalt eines Pfarrers erschienen. Sie hätten zu Abend gegessen, und in der folgenden Nacht sei Märet zu Gertrud gekommen und habe ihren Körper und eine der Kühe ihres Vaters mit einem roten Öl beschmiert, woraufhin sie durch den Schornstein und bis zum Satan geflogen seien. Danach hätte sie, Gertrud, oft Blåkulla besucht, Rinder mit Vertrauten gemolken, ihre Füße mit Öl eingeschmiert, um auf dem Wasser gehen zu können, oder Kinder nach Blåkulla gebracht, wo ihre Namen in ein Buch mit schwarzen Seiten geschrieben worden waren.
Gertruds Geständnis passte zu einer Aussage eines weiteren Hirtenjungen, der von einer Vision berichtete, in der er in die Luft gesaugt wurde und Gertrud mit den Kindern, die sie entführt hatte, darunter seine kleine Schwester, in Blåkulla sitzen sah, und dass er gehört hatte, wie ein Engel und ein Teufel darüber diskutierten, wie viele Menschen sie in ihren jeweiligen Königreichen hatten, und dass Gertrud viele in das Reich des Teufels entführt hatte.
Neben Märet Jonsdotter bezichtigte Gertrud weitere sieben Personen, worauf im September 1668 der Hexenprozess begann.

## Hexenprozess
Märet Jonsdotter wurde vorgeladen und zu einem Geständnis bedrängt. Ein Mal auf dem kleinen Finger ihrer linken Hand wurde als Zeichen des Teufels ausgelegt. Aber die einzigen magischen Handlungen, die sie zugeben konnte, waren einige harmlose Praktiken aus der Folklore. Da sie anderes abstritt, wurden weitere Zeugen vorgeladen.
Der Vater von Gertrud, Sven Hwass, war einer der Zeugen. Er behauptete, Märet habe ihn krank und erschöpft gemacht, indem sie ihn bei ihren Besuchen in Blåkulla als Reitpferd benutzt habe. Märet war Magd auf seinem Hof gewesen und hatte Gertrud nach dem Tod seiner Frau bemuttert, und er hatte die Absicht, sie zu heiraten, was sich aber zerschlagen hatte.
Gertrud und ein anderes Mädchen, Anna Olofsdotter, wurden dann zum Zeugnis aufgerufen. Die Mädchen sagten Märet, dass sie gestanden hätten, weil sie sich ihrer Sünden bewusst geworden waren, und dass sie dasselbe tun sollte.
Als Nächstes wurden die jüngeren, zehn bis sechzehn Jahre alten Geschwister von Märet als Zeugen aufgerufen. Diese erklärten, dass ihre ältere Schwester sie rückwärts reitend auf einer Kuh nach Blåkulla gebracht hätte, wo ihr Name mit dem Blut ihres linken kleinen Fingers in das Buch des Teufels geschrieben worden war. Märet hätte Sex mit dem Satan gehabt, und die kleine Schwester auch. Auf die Aussage ihrer kleinen Geschwister hin sagte Märet Jonsdotter ihnen, dass sie Gott verlassen hätten und auf einem dunklen Weg seien, und bekreuzigte sich. Ihre kleine Schwester und ihre Brüder weinten und umarmten sie und flehten sie an, zu beichten, um ihre Seele zu retten, ebenso wie ihre Mutter. Märet leugnete alles, sagte, dass sie keine Ahnung habe, wovon sie redeten, und bat Gott, ihnen zu verzeihen. Die Geschichten über den Blåkulla verbreiteten sich unter Kindern schnell und weitere Details wurden im Laufe der Zeit erfunden, sie sollten ein Standard für die folgenden Hexenprozesse von 1668 bis 1676 werden.
Märets Geschwister setzten ihr Geständnis fort, indem sie weitere Menschen beschuldigten, darunter Karin i Äggen, genannt „Witwe Karin“, Karin Biörsdotter, Oluf Biörsson, Brita Jonsdotter, Per Nils Anna und Märet Persdotter. Am Ende des Tages waren zehn Personen angeklagt.
Am 1. April 1669 wurden Märet Jonsdotter und Witwe Karin entgegen ihren eigenen Aussagen für schuldig befunden. Gemäß gültigem Recht konnten sie jedoch ohne Geständnis nicht hingerichtet werden und die Anwendung von Folter, um ein solches zu erzwingen, war in diesem Fall nicht anwendbar. Da die beiden Frauen über die Rechtslage in Unkenntnis waren, beschloss das Gericht sie mittels eines Tricks zu einem Geständnis zu bringen. Die Priester sollten sie mit religiösen Argumenten zum Geständnis überreden und ihnen sagen, dass sie hingerichtet würden, ob sie nun gestanden hätten oder nicht. Wenn sie aber beichteten, würden sie die heilige Kommunion empfangen und dadurch direkt in den Himmel kommen. In diesem Glauben sollten sie zur Hinrichtungsstätte geführt werden, das Abendmahl erhalten und danach hingerichtet werden. Die beiden Frauen entschieden sich aber, die Kommunion zu verweigern und die Anschuldigungen zu leugnen. Es gab keine andere Wahl, als sie wieder ins Gefängnis zu bringen.
Gertrud Svensdotter und die Geschwister von Märet wurden ausgepeitscht und dann freigelassen. Die restlichen Angeklagten wurden freigesprochen, aber die hysterische Hexenjagd brach trotzdem los.

## Weiteres Leben
Gertrud Svensdotter war noch Zeugin der Hinrichtung der Verurteilten im Hexenprozess von Mora am 19. Mai 1669. Am 9. Februar 1673 heiratete sie ihren vier Jahre älteren Mitzeugen aus dem Hexenprozess, Lars Mattson, und im Zusammenhang mit ihrer Hochzeit schenkten ihr ihre beiden unverheirateten Tanten und Pflegemütter ihren Hof.
Gertrud Svensdotter wurde am 1. Mai 1675 begraben, eine Woche nach der Geburt eines Sohnes, Matts, der am 11. Juni 1675 beerdigt wurde. Die Ursache ihres Todes ist unbekannt: Es kann Tod im Kindsbett gewesen sein, aber auch die Pest, die zum Zeitpunkt ihres Todes grassierte, kann die Ursache gewesen sein.

## Nachleben
Judy Chicago widmete Gertrud Svensdotter unverständlicherweise eine Inschrift auf den dreieckigen Bodenfliesen des Heritage Floor ihrer 1974 bis 1979 entstandenen Installation The Dinner Party. Die mit dem Namen Gertrude Svensen beschrifteten Porzellanfliesen sind dem Platz mit dem Gedeck für Petronilla de Meath zugeordnet.